# 前田吉昭
前田 吉昭（まえだ よしあき、1948年 - ）は、日本の数学者。理学博士（幾何学、1995、筑波大学）。慶應義塾大学名誉教授。
微分幾何学、大域解析学を中心に研究を行っている。現在は、非可換幾何学の研究を行っている。特に、量子化問題、幾何学的量子化や変形量子化問題についての研究に精力を注いでいる。彼の論文の多くは長時間に亘る共同討議によるもので研究分担が特定できないのが特徴である。
COE採択拠点リーダー。慶應義塾大学大学院21世紀COEプログラム・統合数理科学・現象解明を通した数学の発展。

## 経歴
- 1971年 - 埼玉大学理工学部数学科卒業。
- 1973年 - 東京都立大学大学院理学研究科数学専攻修士課程修了。
- 1975年 - 東京都立大学大学院理学研究科数学専攻博士課程単位取得退学。

## 著作

### 単著
- 『多様体入門 幾何学を考える出発点』（砂田利一・黒川信重・共編） 培風館、2005年9月 ISBN 4-563-00649-1

### 共著
- 『量子的な微分・積分』（大森英樹・前田吉昭・共著）（荒木不二洋・大矢雅則・監修）、 シュプリンガー・ジャパン、2004年4月 ISBN 4-431-71090-6

### 論文
- 前田吉昭, 佐古彰史, 鈴木俊哉, 梅津裕志「27pSC-6 等質ケーラー多様体上のゲージ理論の変形量子化(27pSC 弦の場の理論,非可換理論,重力等,素粒子論領域)」『日本物理学会講演概要集』第69.1.1巻、日本物理学会、2014年、8頁、CRID 1390001205963694976、doi:10.11316/jpsgaiyo.69.1.1.0_8_1、ISSN 2189-0803。
- 「曲面論から微分幾何学へ」, 『数学セミナー』 52(2), 25-31, 2013年
- 前田吉昭「無限次元の幾何学」『数理科学』第48巻第1号、サイエンス社、2010年1月、13-18頁、CRID 1523951030518177408、ISSN 03862240、NAID 40016861355。
- 佐古彰史, 前田吉昭「30aSF-5 ユークリッド空間上のインスタントンの非可換変形(30aSF 量子力学,非可換時空,ブレーン,重力,素粒子論領域)」『日本物理学会講演概要集』第64.1.1巻、日本物理学会、2009年、17頁、CRID 1390001205966905216、doi:10.11316/jpsgaiyo.64.1.1.0_17_2、ISSN 2189-0803。
- 前田吉昭「幾何学における空間とは」『数理科学』第44巻第4号、サイエンス社、2006年4月、37-43頁、CRID 1520573330046816000、ISSN 03862240、NAID 40007166729。
- 前田吉昭, 梶浦宏成「弦理論と変形量子化」『数学』第55巻第3号、日本数学会、2003年、245-265頁、CRID 1390282680042332416、doi:10.11429/sugaku1947.55.245、ISSN 0039470X。
- 「量子」, 『数学セミナ-』 41(11), 26-29, 2002年
- 前田吉昭「Deformation quantizationの収束について(ストリング理論と場の理論における非可換幾何,研究会報告)」『素粒子論研究』第104巻第3号、素粒子論グループ 素粒子論研究 編集部、2001年、C67-C80、CRID 1390001204069231232、doi:10.24532/soken.104.3_c67、ISSN 03711838。
- Omori Hideki; Maeda Yoshiaki; Miyazaki Naoya; Yoshioka Akira「An Example of Convergent Star Product」『数理解析研究所講究録』第1180巻、京都大学数理解析研究所、2000年12月、141-165頁、CRID 1050001202297712256、ISSN 1880-2818。
- Omori, Hideki; Maeda, Yoshiaki; Miyazaki, Naoya; Yoshioka, Akira (2000-04). “Anomalous Quadratic Exponentials in the Star-Products”. 数理解析研究所講究録 (京都大学数理解析研究所) 1150:  128-132. CRID 1050001202297686784. hdl:2433/64049. ISSN 1880-2818.
- "THE OVSIENKO PRODUCT REVISED(Geometric methods in asymptotic analysis)" , 『数理解析研究所講究録』 1014, 134-138, 1997
- 前田吉昭「非可換球面」『数理科学』第35巻第7号、サイエンス社、1997年7月、48-53頁、CRID 1521417755769405184、ISSN 03862240。
- 「ポアソン代数の変形問題と非可換幾何」, 『数学』 48(3), 225-241, 1996年
- 大森英樹, 前田吉昭, 吉岡朗「ポアソン代数の変形量子化について(巾零幾何と解析)」『数理解析研究所講究録』第875巻、京都大学数理解析研究所、1994年6月、47-56頁、CRID 1050282676914627712、hdl:2433/84130、ISSN 1880-2818。
- 「不動点」, 『数学セミナ-』 31(11), p60-65, 1992年
- 井上淳, 前田吉昭「Pauli方程式の基本解の新しい構成法について非可換解析と非可換幾何へ(微分作用素のスペクトル散乱理論とその周辺)」『数理解析研究所講究録』第692巻、京都大学数理解析研究所、1989年5月、1-21頁、CRID 1050001335638557952、hdl:2433/101323、ISSN 1880-2818。
- 前田吉昭, 中村玄「3次元リーマン多様体のR6への局所等長埋入問題(リーマン幾何学の解析的手法による研究)」『数理解析研究所講究録』第600巻、京都大学数理解析研究所、1986年10月、204-211頁、CRID 1050001201938689152、hdl:2433/99597、ISSN 1880-2818。